# Dafydd Davis
Dafydd Davis, celým jménem Dafydd Caradog Davis, je velšský projektant stezek pro terénní cyklistiku, tvůrce některých britských destinací pro terénní cyklistiku mezi něž patří také Coed-y-Brenin. V Česku projektoval Singltrek pod Smrkem (v Jizerských horách).
V roce 2004 obdržel od britské královny vyznamenání MBE (Řád britského impéria) za zásluhy v oboru lesnictví.

## Život
Reprezentoval Wales v horském běhu, věnuje se horolezectví. První příležitost k rozvoji stezek pro terénní cyklistiku dostal v polovině 90. let 20. století v Coed-y-Brenin v severním Walesu, když u lesnické komise dostal na starost rekreační využití lesních pozemků. Měl za úkol zvýšit turistický ruch v oblasti Snowdonie silně postižené nezaměstnaností po utlumení hornické činnosti. Rozpočet pro tvorbu rekreační infrastruktury byl omezený a tak při stavbě udržitelných stezek inovativně využíval pomoc dobrovolníků, mládežnických organizací a armády. Nové stezky v lese získaly věhlas, protože pro terénní cyklistiku nabízely excelentní podmínky. To mu otevřelo další možnosti financování výstavby stezek jak v Coed-y-Brenin, tak v dalších čtyřech oblastech Walesu.
Od roku 2004 působí jako projektant na volné noze. Projektoval destinace v Británii, ČR a v Irsku. Na rozvoji stezek pracoval také v Kanadě, Japonsku, Izraeli a Austrálii. Je zastáncem strategického plánování, které propojuje projektování stezek s tvorbou dokumentů a strategií, které na národní úrovni definují strategii pro další rozvoj na základě aktéry schválených kriterií.
V současnosti od návrhu destinací stále více se věnuje k tvorbě strategických dokumentů a studií v oblasti rekreačního využití krajiny.